# 横手市循環バス
横手市循環バス（よこてしじゅんかんバス）は、秋田県横手市が運行するコミュニティバスである。愛称は「よこまるくん」。2013年（平成25年）10月1日運行開始。羽後交通（横手営業所）に運行を委託している。

## 概要

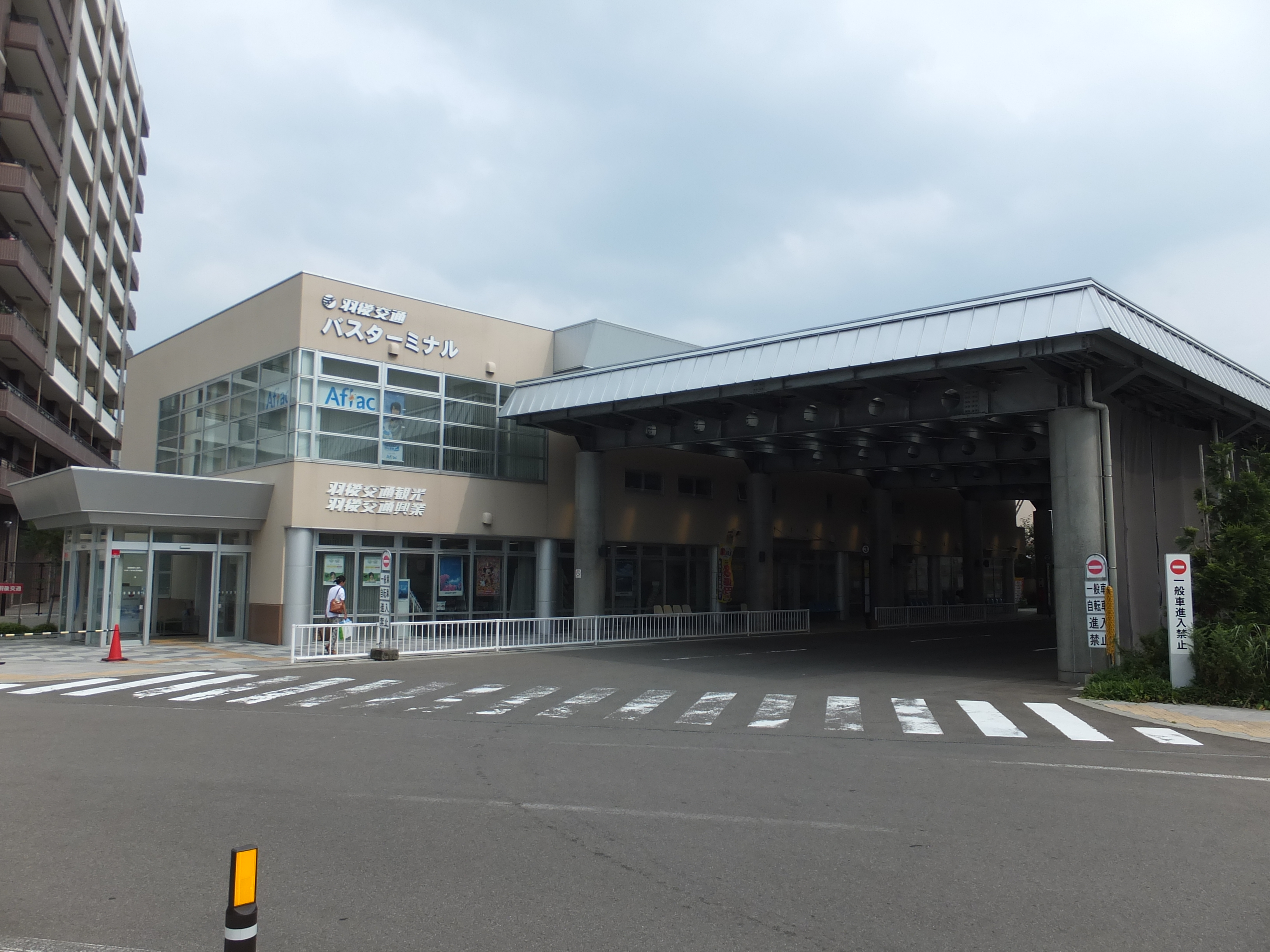
横手バスターミナル

前年の2012年（平成24年）より実証実験を実施していたデマンド型交通「横手デマンド交通」の本格運行開始と同時に、2013年（平成25年）10月1日より運行を開始した。当日は運行協定締結式・出発式を横手市役所本庁南庁舎（現・条里南庁舎）にて挙行した。同年10月6日までの6日間は、多くの市民に利用してもらおうと無料で運行された。
JR横手駅東口の横手バスターミナルを起終点とし、横手市中心市街地の主要な商業施設・公共施設・医療機関などと住宅地を結ぶ。名称は「循環バス」であるが循環運行ではなく、横手駅の東西を大回りする経路での往復運行となっている。
愛称及びマスコットキャラクターは、2014年（平成26年）5月に決定した。アイデアは公募されたもので、愛称は秋田市在住の人物が応募した「よこまるくん」に決定した。横手の「よこ」と、バスが循環する様子を表す「まる」に、呼びやすさを考慮した「くん」を付けて命名された。同日には「横手デマンド交通」の愛称及びマスコットキャラクターも発表されている。

## 運行内容
- 停留所数：43[3]
- 走行距離：29.1km
- 便数：1日10便[1]
- 運行時刻：8時00分 - 18時40分[3]
- 所要時間：約1時間40分（往復）[6]

### 運賃・乗車券類
- 運賃は均一運賃で、大人200円、小学生100円、未就学児は無料[1]。
- 障害者割引があり、各種障害者手帳（身体障害者手帳、療育手帳、精神障害者保健福祉手帳）の提示により運賃100円となる[1]。
  - 第1種身体障害者手帳、療育手帳Aを所持する障害者の介護者は1名まで運賃100円となる[1]。
- 毎月10日・20日・30日は運賃半額となる[1][7]。

## 路線
各停留所にはバス停ナンバリングが付されている。起終点の横手バスターミナルを1番とし、往路の「イオンスーパーセンター方面行き」は、数字の順に43番「ヤマダ電機前」バス停まで至る。復路の「横手バスターミナル方面行き」は39番「ケーズデンキ前」バス停から32番「横手市役所条里南庁舎」まで戻り、体育館入口交差点を直進して23番「ハッピータウン」へ、その後数字の順に30番「平鹿総合病院」まで進み、体育館入口交差点を直進して22番「一の口」へ、そこから横手バスターミナルへ至る。
| 番号 | 停留所名称                  | 番号 | 停留所名称                    |
| ---- | --------------------------- | ---- | ----------------------------- |
| 1    | 横手バスターミナル          | 23   | ハッピータウン                |
| 2    | 細谷内科医院前              | 24   | 三ノ口                        |
| 3    | 県立衛生看護学院入口        | 25   | 大関越                        |
| 4    | 教育会館前                  | 26   | 伏山                          |
| 5    | 神明町                      | 27   | 六ノ口                        |
| 6    | よねや南店前                | 28   | ハッピーモール                |
| 7    | 山内道角                    | 29   | バザール前                    |
| 8    | 鍛冶町                      | 30   | 平鹿総合病院前                |
| 9    | 山田眼科医院前              | 31   | 体育館前                      |
| 10   | 北都銀行前                  | 32   | 横手市役所条里南庁舎前        |
| 11   | 南小学校前                  | 33   | 北都銀行横手西支店前          |
| 12   | 横手病院前                  | 34   | 下三枚橋                      |
| 13   | 横手郵便局入口              | 35   | グランマート横手店前          |
| 14   | 蛇の崎橋                    | 36   | 南巻                          |
| 15   | 本町                        | 37   | 赤坂簡易郵便局前              |
| 16   | 幸町                        | 38   | 横手南中学校前                |
| 17   | 朝倉小学校前                | 39   | ケーズデンキ前                |
| 18   | 関根                        | 40   | 婦気大堤                      |
| 19   | 平城町                      | 41   | テレトラック・ ウインズ横手前 |
| 20   | 福嶋内科・ 針生皮膚科医院前 | 42   | イオンスーパーセンター西口    |
| 21   | 光明寺街区公園前            | 43   | ヤマダ電機前                  |
| 22   | 一ノ口                      | 39   | ケーズデンキ前                |

### 停留所の変更
2014年（平成26年）中に名称が変更された停留所は以下の通り。
- 「32. 横手市役所前」停留所 → 「32. 横手市役所条里南庁舎前」停留所

2014年（平成26年）10月1日に新設された停留所は以下の通り。これに伴い、運行ルートも若干変更された。
- 3. 県立衛生看護学院入口
- 4. 教育会館前
- 13. 横手郵便局前
- 14. 蛇の崎橋
- 29. バザール前
- 35. グランマート横手店前
- 40. 婦気大堤

2016年（平成28年）10月1日に新設された停留所は以下の通り。
- 28. ハッピーモール

## 車両
運行開始時より専用車両として日野・リエッセを使用している。試験運行時は羽後交通カラーのリエッセを使用していたが、本格運行開始に伴いピンクの専用ラッピングが施された。専用ラッピングには、羽後交通の路線バスをモチーフとしたキャラクター「よこまるくん」が描かれている。
またバス停留所にも、車両に合わせてピンクを基調とした専用デザインが施されている。

## 乗降客数
乗降客数は、2013年（平成25年）の運行開始時より増加を続けていたが、2018年（平成30年）より緩やかに減少、2020年（令和2年）は新型コロナウイルスの感染拡大により大幅に低下したが、翌2021年には回復傾向にある。
| 年度                   | 利用者数  |
| ---------------------- | --------- |
| 2013年度（平成25年度） | 15,819 人 |
| 2014年度（平成26年度） | 32,162 人 |
| 2015年度（平成27年度） | 40,999 人 |
| 2016年度（平成28年度） | 44,011 人 |
| 2017年度（平成29年度） | 45,731 人 |
| 2018年度（平成30年度） | 45,432 人 |
| 2019年度（令和元年度） | 43,711 人 |
| 2020年度（令和2年度）  | 30,086 人 |
| 2021年度（令和3年度）  | 36,367 人 |

※2013年は10月からの半年分の数値。
2017年度時点で、乗車人数が多い停留所は、横手BT、イオンSC西口、横手病院前、幸町、よねや南店前の順である。降車人数が多い停留所は、イオンSuC西口、横手BT、テレトラック前、幸町、横手病院前の順である。